# Charlotte-Paulsen-Gymnasium
Das Charlotte-Paulsen-Gymnasium (CPG) ist ein Gymnasium in Hamburg-Wandsbek, das nach der Sozialreformerin Charlotte Paulsen (1797–1862) benannt ist. Hervorgegangen ist das Gymnasium 1945 aus der Vereinigung der ältesten höheren Mädchenschule „Lyzeum Wandsbek“ und der 1866 gegründeten „Schule des Paulsenstifts“.

## Geschichte
Am 3. November 1866 wurde das erste Gebäude der Schule des Paulsenstifts in der Hamburger Altstadt (Bei den Pumpen 38) eingeweiht. Im Oktober 1893 zog die Schule des Paulsenstifts in das neue Schulgebäude in der Bülaustraße 20 um. Die erst festangestellte Direktorin war Anna Wohlwill. Unter ihrer Leitung gelang 1893 die staatliche Anerkennung als höhere Mädchenschule. Das alte Schulhaus (Bei den Pumpen) wurde im Zuge der Altstadtsanierung (Ausbau des Hamburger Freihafens) abgerissen. Das heutige Hauptgebäude, das Wandsbeker Lyzeum, wurde am 26. April 1916 eingeweiht. Die Verstaatlichung der Schule des Paulsenstifts erfolgte am 1. April 1937. Während des Zweiten Weltkriegs, im Jahr 1940, wurde das Wandsbeker Schulgebäude zu einem Hilfskrankenhaus (Lazarett) umfunktioniert, das Lyzeum siedelte über in das Matthias-Claudius-Gymnasium (MCG). Am 25. Juli 1943 wurde das Gebäude des Paulsenstifts in der Bülaustraße bei einem alliierten Luftangriff völlig zerstört. Am 2. Oktober desselben Jahres wurde der Unterricht im Hauptgebäude des Wandsbeker Lyzeums wiederaufgenommen. Nach dem Ende des Krieges, am 28. November 1945 wurde das Wandsbeker Oberlyzeum mit der zerstörten und aufgelösten Schule des Paulsenstifts zur Charlotte-Paulsen-Schule vereinigt.
Beim Festakt zum 125-jährigen Schuljubiläum am 4. November 1991 im Hamburger Rathaus schenkte Schulsenatorin Rosemarie Raab dem Charlotte-Paulsen-Gymnasium die Bove-Villa zur schulischen Nutzung; verschiedene Planungen dazu scheitern aber in der Folgezeit, die Bove-Villa wurde daraufhin 1999 an einen privaten Investor verkauft. Zwischen 1996 und 1997 erfolgte die Errichtung des zweistöckigen Pavillons an der Ostseite des Schulgeländes als Ersatz für die Bove-Villa. Von 2000 bis 2002 wurden die Vorstufenklassen des Charlotte-Paulsen-Gymnasium in die Räume am Matthias-Claudius-Gymnasium ausgelagert. Am 27. September 2002 wurde ein neuerlicher Zubau eingeweiht.

## Gebäude

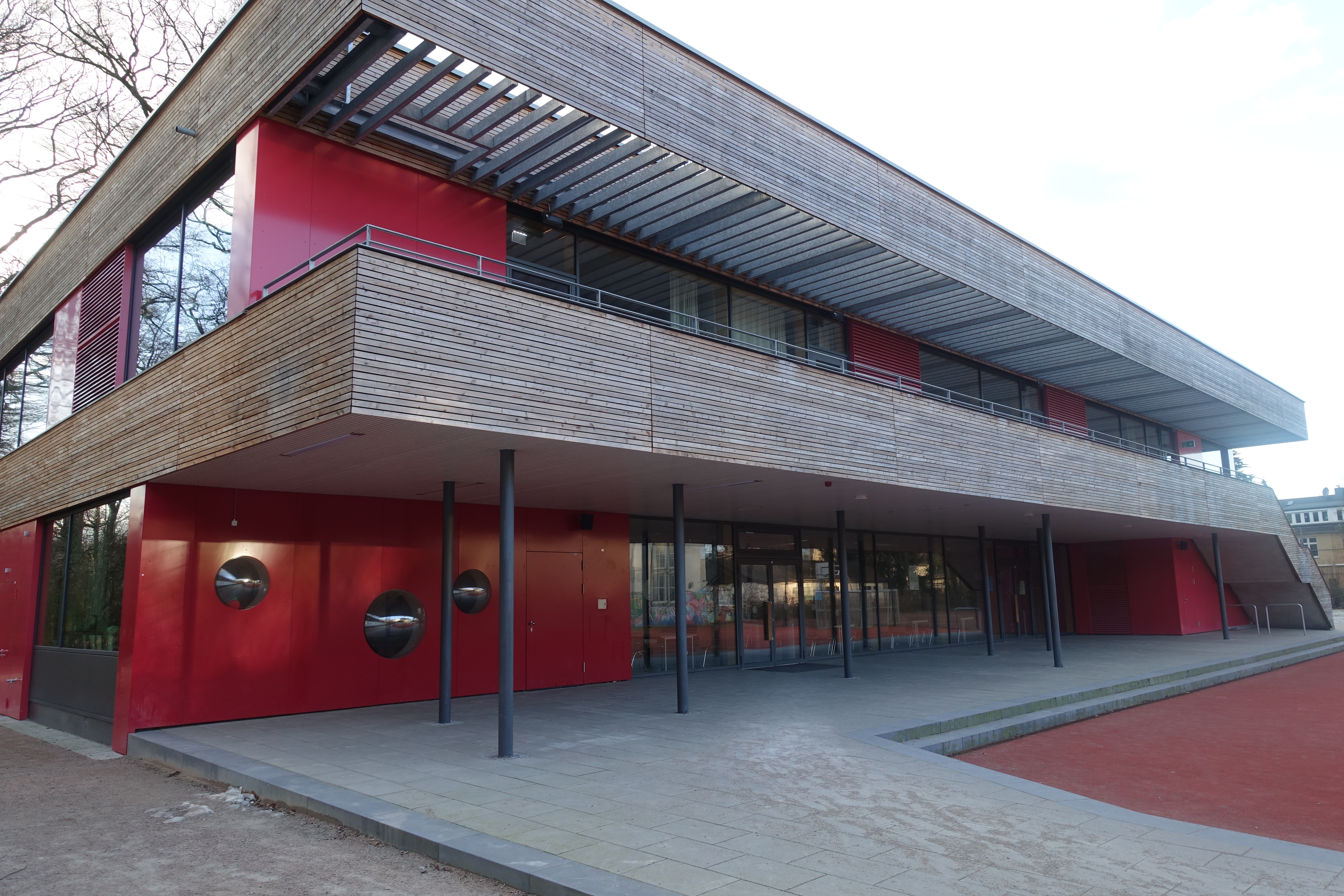
Das „Waldhaus“ Vorderseite und Eingangsbereich

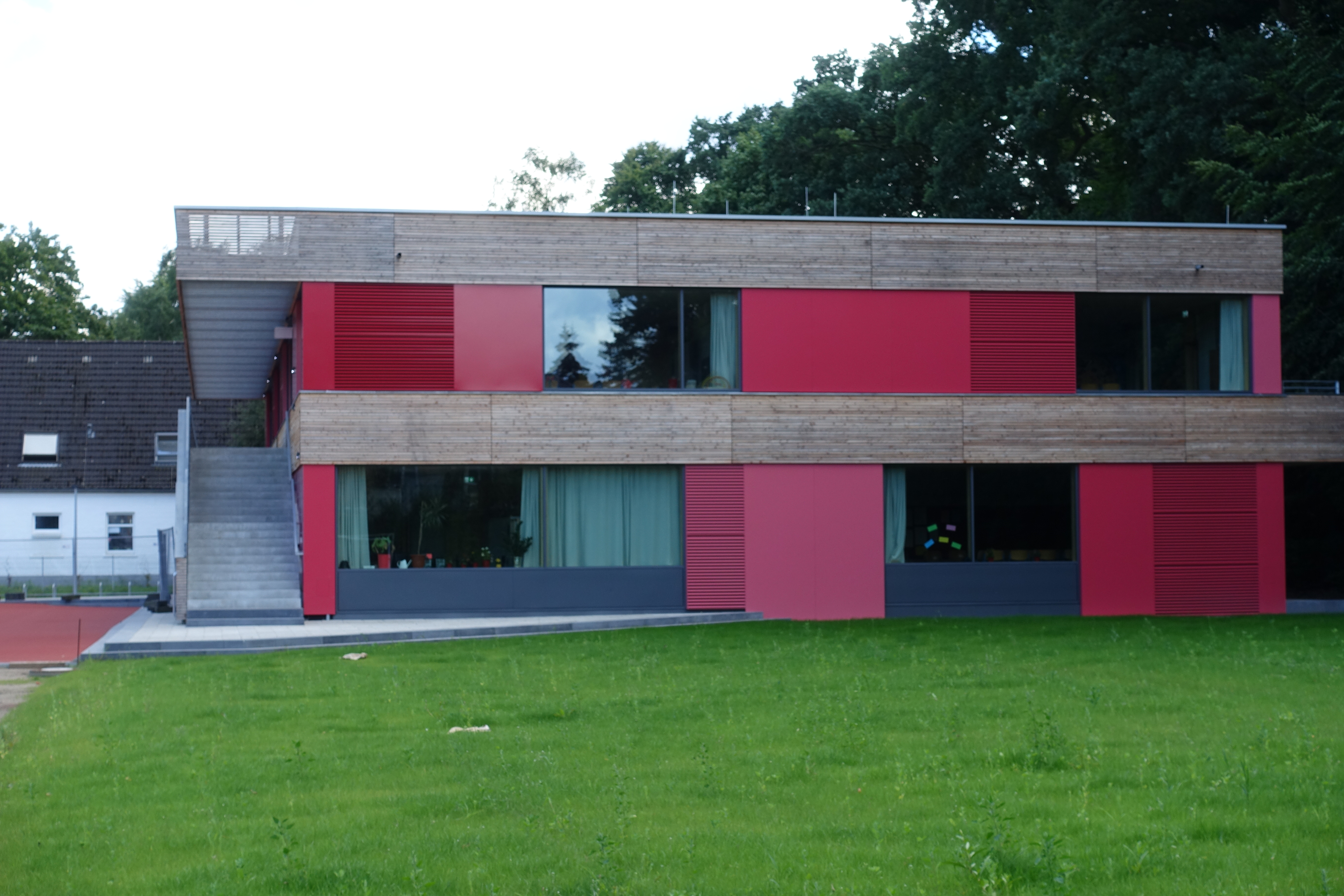
Das „Waldhaus“ auf dem Sportplatz des Charlotte-Paulsen-Gymnasiums

Das Gebäude wurde von 1914 bis 1916 während des Ersten Weltkrieges nach Entwürfen von Henry Grell erbaut. Der Backsteinbau mit Werksteinelementen ist in seiner massigen Gestalt ein Beispiel der Reformarchitektur im damals preußischen Wandsbek.
Die benachbarte Schule Bovestraße entspricht in ihrem Klinkerbaustil den gleichzeitigen Schulbauten Fritz Schumachers in Hamburg.
2017 wurde ein Neubau auf dem Schulgelände neben dem bisherigen Sportplatz eingeweiht. Das Gebäude wird „Waldhaus“ genannt, weil viel Holz verwendet wurde und verfügt über 13 Räume, die alle etwa eine Größe von 60 Quadratmetern haben.
Besonderes Merkmal ist die große Haupthalle des Gebäudes. Das „Waldhaus“ dient als reines Fachraumhaus, in dem Sprachen gelehrt werden.

## Schülerprojekte
- Am 16. April 1986 feierten 18 Schüler eines Grundkurses Bildende Kunst den 1. Geburtstag des „Bäumchens“ auf dem Schulhof des CPG. In einer spektakulären „Performance für Kunst und Leben“ überreichten sie der jungen Pflanze symbolisch saubere Erde, klares Wasser und reine Luft.[4][5]

- 26 Schüler der Klasse 7d zeichneten im Dezember 1998 ein Malheft mit dem Titel Wir sind alle keine Engel. Der Verkaufserlös ging zum großen Teil an die Kirchenküche der Christuskirche (Hamburg-Wandsbek). Mit dem Rest besserten die Schüler ihr Taschengeld auf.[6][7]

- 26 Schüler der Klasse 6b malten im September 1999 mit Schulkreide Blumen um die vielen hässlichen Kaugummiflecke auf den Gehwegen der Wandsbeker Chaussee.[6][8]

- 26 Schüler der Kasse 6b zeichneten im Dezember 1999 ein Malheft mit lustigen Fröschen. Titel: Sei kein Frosch! Der Verkaufserlös wurde der Kirchenküche der Christuskirche (Hamburg-Wandsbek) überreicht.[6][9]

- 23 Schüler der Klasse 10a hängten im Februar 2000 ihre großen wasserfesten abstrakten Gemälde als farbenfrohe Vorboten des Frühlings für einen Monat in die Baumkronen des Wandsbeker Gehölzes und brachten die Passanten zum Staunen. Die spektakuläre Kunstaktion wurde vom Bezirksamt tatkräftig unterstützt.[6]

- 24 Schüler der Kasse 6c zeichneten im Dezember 2000 ein Malheft mit dem Titel Wir sind kleine Monster! und verfassten dazu lustige Gedichte, die auf der Homepage der Schule zu hören waren. Der Verkaufserlös ging an die Kirchenküche der Christuskirche (Hamburg-Wandsbek).[6]

- Am 28. Februar 2001 stellte die damalige Klasse 9d einen Weltrekord im Dauerunterricht auf. 25 Stunden am Stück wurde vom Geschichtslehrer zum Thema Kultur und Leben der Zwischenkriegszeit unterrichtet.

- Schüler der Klassenstufen 7, 8 und 10 nahmen am großen Kunst-Preisausschreiben der Christuskirche (Hamburg-Wandsbek) teil. Das Thema lautete: Herz statt Intoleranz und Gewalt. Am 3. November 2001 wurden die ersten drei Gewinnerinnen des Charlotte-Paulsen-Gymnasiums in der gut besuchten Christuskirche bekanntgegeben. Pastor Hölck und Pröpstin Groß freuten sich mit den Auserwählten.[6]

- 26 Schüler der Klasse 6a erstellten im November 2001 im Kunstunterricht ein Malheft mit vielen lustigen Schweinen und unterstützen mit dem Verkaufserlös das Nepal-Schulprojekt Eine Schule für Kinder.[10]

- 26 Schüler der Klasse 7c riefen im November 2002 mit einer Plakataktion alle Radfahrer dazu auf, bei Dunkelheit unbedingt immer mit Licht zu fahren, um sich und andere nicht zu gefährden.[6]

- 19 Schüler aus dem Wahlbereichskurs Informatik des Charlotte-Paulsen-Gymnasiums haben im Schuljahr 2002/2003 für das Heimatmuseum Wandsbek Webseiten erstellt.

- 25 Schüler der Klassen 9c und 9d stellten am 17. Januar 2003 anlässlich der Gospelnight in der Christuskirche (Hamburg-Wandsbek) ihre großformatigen Mandalas aus. Während der Vorweihnachtszeit 2002 hatte bereits ein beleuchtetes Riesenmandala über dem Portal des CPG auf die Ausstellung hingewiesen.[6]

- Die Schüler der Klasse 7b entwarfen zur Vorweihnachtszeit 2004 ungewöhnliche Weihnachtsmänner. Die eindrucksvollste Arbeit wurde von einem kleinen Team vergrößert und über dem beleuchteten Portal der Schule präsentiert.[6]

- 21 Schüler des Leistungskurses Bildende Kunst übermalten im Mai 2005 die Wahlplakate des ersten Hamburger Bürgermeisters und schufen teilweise recht provokante Porträtüberarbeitungen. Die künstlerischen Ergebnisse wurden im Café Ole an den Alsterarkaden ausgestellt. Ole von Beust zeigte sich bei der Eröffnung „positiv überrascht“.[11]

- Wandsbeker Stadtansichten. 23 Schüler des Wahlpflichtkurses Bildende Kunst stellten im Juli 2009 im Wandsbeker Rathaus ihre großformatigen Fotografien aus, die dem Stadtteil mit ungewöhnlich inszenierten Aufnahmen einen überraschend surrealen Reiz verliehen.[12]

- Am 27. Januar 2011 wurde neben vier weiteren Preisträgern den Schülern des CPG-Kunstprojektes „Ein Mahnmal für das Frauenkonzentrationslager in Hamburg-Wandsbek“ der Bertini-Preis verliehen.[13]

- Mit großem Erfolg fand 2010 das zweite CPG Wellenreitcamp statt. Unter dem Motto „CPG goes surfing“ fuhren 32 Schüler der sechsten und siebten Klassen vom 10.–12. September nach Sylt, um Wellenreiten zu lernen.

## Partnerschulen
Zu den Partnerschulen des Charlotte-Paulsen-Gymnasiums gehört unter anderem das Brooksbank Sports College.

## Trivia
Das Charlotte-Paulsen-Gymnasium ist ein Drehort in der Kinder- und Jugendfernsehserie Die Pfefferkörner und heißt dort Astrid-Lindgren-Gymnasium.

## Bekannte Lehrer
- Ilse Frapan (1849–1908), 1869–1879, danach Schriftstellerin
- Jörg Otto Meier, kurz JOM (* 1950), 1984–2012, Fotograf und Autor, unterrichtete Kunst, Geschichte und Sport. CPG-Webmaster von 2001-2011.[15]
- Andrea Schomburg (* 1955), 1987–2013, danach Autorin

## Bekannte Schüler
- Cornelie Sonntag-Wolgast (* 1942), Politikjournalistin und frühere Politikerin (SPD), MdB
- Greta Sykes (* 1944), Schriftstellerin
- Gloria Bruni, früher Brünhild Ulonska (* 1955), Opernsängerin und Komponistin
- Monica Lierhaus (* 1970), Journalistin und Fernsehmoderatorin
- Christian Ulmen (* 1975), Moderator, Entertainer und Schauspieler
- Jan Schomburg (* 1976), Filmregisseur und Drehbuchautor
- Jana Petersen (* 1978), Schauspielerin und Journalistin
- Antje Buschschulte (* 1978), Schwimmerin
- Andreas Bursche (* 1980), Rundfunk- und Fernsehmoderator
- Joanna Kitzl (* 1980), Schauspielerin
- Nikola Kastner (* 1983), Schauspielerin
- Annkathrin Kammeyer (* 1990), Politikerin (SPD), MdHB